# Eravamo solo mille
Eravamo solo mille è una miniserie televisiva dedicata alla spedizione dei Mille in Sicilia.

## Distribuzione
Questo sceneggiato televisivo venne trasmesso in prima visione assoluta da Rai 1 in due prime serate, il 14 e il 15 gennaio 2007. Lo sceneggiato è stato poi replicato su Rai Storia nel maggio 2010 e su Rai Premium nel giugno 2010, in occasione del centocinquantesimo anniversario della spedizione dei Mille. In occasione della morte dell'attore Pino Caruso (che interpretava Padre Passigli), la miniserie fu ritrasmessa il 9 e 10 marzo 2019.

## Trama
Italia, 1860. A Salemi Corrado Paternò è fratello di latte del conte Francesco Malaspina, che gli dà la possibilità di poter studiare e diventare insegnante (sebbene non mostri attitudine a saper usare la spada e sia di indole pacifica e pacifista), oltre a essere precettore della principessa Isabella di Montalto, della quale finisce per innamorarsene e corteggiarla. Una sera Corrado, mentre torna da una delle sue lezioni con Isabella, si imbatte in una riunione di patrioti nel forno del suo paese, venendo scambiato per uno spadaccino che aveva ucciso due soldati borbonici. Scappando, trova rifugio proprio presso Isabella. Nel frattempo il conte Malaspina, spadaccino molto capace e collaboratore della polizia borbonica, riesce a debilitare il movimento patriottico tramite torture, esecuzioni pubbliche, sfide a duello in tutta l'isola e, grazie a una soffiata del padre di Isabella, con la polizia fa arrestare tutti i capi rivoltosi rimasti che si erano radunati in un convento per una riunione. Isabella decide di far partire Corrado e di mandarlo a Genova al quartier generale dei garibaldini per informarli dell'accaduto. Una volta date le informazioni, la spedizione comincia e, dopo una prima tappa in Toscana per ottenere rifornimenti d'armi e di viveri, ci si avvia verso la Sicilia e si riesce a sbarcare. Non vedendo opposizione da parte del popolo della zona di Marsala, nel frattempo il principe padre di Isabella decide di voler aiutare i garibaldini, ma il conte Malaspina, scoprendo le sue intenzioni, lo assassina e simula un assalto garibaldino alla sua villa, per convincere Isabella di appoggiare la parte sbagliata.
Nel frattempo i garibaldini si inoltrano nella Sicilia occidentale, raccogliendo volontari (tra cui anche molti briganti) e rendendo la Compagnia di Corrado molto variegata e dedita anche a litigi interni. Durante la battaglia di Calatafimi i garibaldini riescono a vincere, nonostante i pronostici iniziali sfavorevoli. Dopo poco si fissa l'obiettivo di marciare direttamente su Palermo: Corrado, Rosalia e un bambino si infiltrano a Palermo come contadini, riuscendo a recepire i piani dei rivoltosi per accogliere i garibaldini e aiutarli nella presa della città, e a far capire a Isabella la verità dopo aver liberato Corrado stesso dal carcere dove era stato rinchiuso poco prima per essersi fatto scoprire come membro dei garibaldini. Pochi giorni dopo Palermo viene presa, poi l'Esercito meridionale vince a Milazzo e si inizia a risalire la penisola. Dopo che Isabella era giunta alla reggia di Caserta subito dopo aver sposato il conte Malaspina, esso dopo la battaglia di Milazzo la raggiunge e la notte stessa dell'arrivo decidono di consumare le loro nozze: Isabella tenta invano di uccidere Francesco e poi fugge insieme alla sua balia verso i Ponti della valle, dove l'indomani si sarebbe tenuta l'ultima grande battaglia tra i garibaldini e l'esercito borbonico. Una volta ottenuta la vittoria anche lì, Garibaldi annuncia la fine della campagna nel Regno delle Due Sicilie e Corrado e Isabella si ricongiungono all'accampamento garibaldino, ma a quel punto spunta anche il conte Malaspina e si giunge allo scontro finale tra i due: Corrado è facilmente sopraffatto da Francesco, ma proprio nel momento di dare il colpo finale, la punta della sua spada si incastra nel libro di Catullo che Corrado teneva dentro i pantaloni, spezzandola e facendo cadere Francesco stesso sulla parte rimasta conficcata nel libro e facendosi trafiggere a sua volta. Dopo il ricongiungimento finale tra Isabella e Corrado, avviene l'incontro di Teano tra Garibaldi e il re di Sardegna Vittorio Emanuele II.

## Interpreti e personaggi
- Daniele Pecci: Francesco Malaspina
- Christiane Filangieri: Isabella Di Montalto
- David Coco: Corrado Paternò
- Marina Giulia Cavalli: Rosalia Montmasson
- Pino Caruso: padre Passigli
- Mariano Rigillo: principe di Montalto
- Alessandra Costanzo: Agata
- Francesco Venditti: Tonino
- Giulietta Revel: Maria
- Carmelo Rosario Cannavò: Gaetano Rivò
- Renato Raimo: maggiore di cavalleria
- Francesco Giuffrida: Ciccio
- Nino Scardina: Vincenzo, il cameriere
- Vanni Corbellini
- Ivan Castiglione: tenente Maiulo
- Andrea Tidona:
- Elisabetta Pellini:
- Lucio Iannone:

## Produzione
La miniserie è stata realizzata nel 2006.
Molte scene non sono state girate in Sicilia, ma nel resto d'Italia: ad esempio la battaglia di Milazzo fu girata sulle spiagge di Anzio e Nettuno.